# Eritrofobija
Eritrofobija (grč. "ερυθρός"= crvena, i "φοβία" = strah) je psihološki pojam koji se odnosi na strah od crvenila u licu.

## Fiziologija crvenila
Koža lica ima više kapilara po jedinici površine u odnosu na kožu na drugim dijelovima tijela. Osim toga, krvne žile koje se nalaze u koži obraza, bliže su površini. Stoga se koža puno lakše zacrveni u području lica i obraza, nego na drugim dijelovima tijela. Kod mladih ljudi, crvenilo na obrazima lakše se pojavljuje te je intenzivnije, nego kod drugih dobnih skupina.

## Psihologija crvenila
Charles Darwin proučavao je izražavanje emocija kod ljudi i životinja, uključujući i samopoštovanje, sram, stidljivost, skromnost i crvenilo. Opisao je crvenilo kao "najosebujniji i najviši od svih ljudskih izraza". 
Prema istraživanjima znanstvenika, crvenilo je vidljiva manifestacija fizioloških procesa, instinktivnih borbi, mehanizam bijega, kada fizičko djelovanje nije moguće. Često se javlja i povezano je s osjećajem zaljubljenosti.